# Pterotricha arcifera
Pterotricha arcifera är en spindelart som först beskrevs av Simon 1882.  Pterotricha arcifera ingår i släktet Pterotricha och familjen plattbuksspindlar. Inga underarter finns listade i Catalogue of Life.